# Колчин, Евгений Семёнович
Евгений Семёнович Колчин (17 января 1904, станица Марьинская, Терская область, Российская империя — 20 мая 1973, Ленинград, СССР) — военно-морской деятель, контр-адмирал (15.07.1957).

## Биография
Родился 17 января 1904 года в станице Марьинская, ныне в Кировском городском округе, Ставропольского края. Русский.

### Военная служба

#### Межвоенные годы
В РК ВМФ СССР с 22 сентября 1921 года, служит пулемётчиком, затем писарем 3-й противосамолётной зенитной батареи, а с декабря 1921 года -комендором Одесского района береговых батарей Черноморского Флота. С мая 1922 года — курсант Одесской нормальной артиллерийской школы. В августе 1924 года, после окончания школы был направлен в 3-ю артиллерийскую бригаду Ижорского укреплённого района Кронштадтской военно-морской крепости КБФ, где проходил службу: инструктором, с июля 1925 года- командиром башни, член ВКП(б) с 1928 года, с октября 1930 года — помощником командира батареи, а с декабря 1932 года — командиром батареи форта «Краснофлотский».
С ноября 1934 года на учёбе в Военно-морской академии Рабоче-Крестьянской Красной Армии имени К. Е. Ворошилова (Командный факультет). С апреля 1938 года, после окончания академии, — начальник 1-го отделения, а с марта 1940 года — и. д. начальника Морского отдела УПВ НКВД Хабаровского округа. Участник боевых действий у озера Хасан и реки Халхин-гол. С июля 1940 года — начальник 1-го отделения Морского отдела ГУПВ НКВД (г. Москва).

#### Великая Отечественная война
С началом войны в прежней должности. С июля 1941 года — командир по оперативной части и боевой подготовке Учебного отряда кораблей на реке Волга. С декабря 1941 года служит в штабе Волжской военной флотилии на должностях: начальника 2-го отдела (боевой подготовки), а с августа 1942 года — начальником 1-го Отдела (Оперативного) -заместителем начальника штаба флотилии. Указом Президиума Верховного Совета СССР от 27 февраля 1943 года капитан 2-го ранга Колчин награждён орденом Красного Знамени. В период боевых деиствий флотилии проявил себя смелым и решительным офицером. Он всегда давал верную оценку складывающейся обстановке, способствуя правильной расстановке сил ВВФ, самостоятельно разрабатывал операции по переправам и прорыву катеров с севера в район реки Ахтуба, способствовал своевременному доведению боевых задач до частей и контролировал их выполнение. Колчин бывал во взаимодействующих общевойсковых частях и нацеливал их командиров на более активное взаимодействие с кораблями ВВФ. Так, в условиях массированной бомбардировки противником заводской части Сталинграда он организовал взаимодействие 680-гo железнодорожного батальона с 62-й армией и установил связь батареи со штабом ВВФ. В кампанию 1943 года он организовал оперативный контроль за быстрым и точным выполнением всех приказов командующего ВВФ. В условиях растянугого более чем на 1 тыс. км театра действий он обеспечил боевое управление всеми соединениями флотилии. Такая чёткая работа оперативного отдела ВВФ способствовала осуществлению нефтеперевозок — главной на тот момент задачи флотилии. За успешные действия флотилии Колчин был награждён орденом Отечественной войны I степени.
В сентябре 1943 года создана новая Днепровская военная флотилия из кораблей Волжской военной флотилии, а капитан 2-го ранга Колчин в ноябре того же года назначен в ней начальником Оперативного отдела-заместителем начальника штаба флотилии. Приказом войскам 1-го Белорусскою фронта № 147/Н от 2 августа 1944 года был награждён вторым орденом Красного Знамени за разработку ряда десантных операций на Бобруйском и Пинском направлениях.
Руководя оперативным отделом штаба КДФ в период боёв флотилии за Берлин, сумел отлично организовать боевое управление и связь с взаимодействующими частями Красной армии, чем в значительной мере способствовал выполнению решений командования флотилии в проведении успешных операций 1 и 2 БРК КДФ. Боевые действия 1 БРК флотилии отмечены Приказом Верховного Главнокомандующего. При выполнении боевого задания в боях за Берлин получил тяжёлое ранение. За боевые отличия в Берлинской операции был награждён орденом Нахимова II степени.

#### Послевоенное время
С декабря 1945 года — начальник Морского отдела, он же заместитель начальника войск по морской части УПВ НКВД Ленинградского округа. С июля 1946 года служит Высшем военно-морском пограничном училище МВД-СССР-КГБ при СМ СССР на должностях: начальник Кафедры тактики флота, с мая 1950 года — заместитель начальника училища по учебно-научной работе, он же начальник Учебного отдела, с августа 1950 года — начальник училища. В 1960 году училище было расформировано, а контр-адмирал Колчин в декабре того же года уволен в запас по болезни.
Умер 20 мая 1973 года в Ленинграде, похоронен на Красненьком кладбище.

## Награды
- орден Ленина (21.05.1944)[2][3];
- четыре ордена Красного Знамени (27.02.1943[4], 02.08.1944[5], 03.11.1944[3][6], 23.05.1952[2][3]);
- орден Нахимова II степени (08.07.1945)[7]
- два ордена Отечественной войны I степени (28.09.1943[8], 1944[2]);
  - медали в том числе:
  - «За отличие в охране государственной границы СССР»;
  - «За оборону Сталинграда» (29.06.1943)[9];
  - «За победу над Германией в Великой Отечественной войне 1941—1945 гг.» (24.02.1945)[10];
  - «За взятие Берлина» (24.02.1945)[11];
  - «За освобождение Варшавы» (1945)[12]

Других стран
 ПНР:
- серебряный крест ордена Virtuti Militari (24.04.1946)
- медаль «За Варшаву 1939—1945» (27.04.1946)

## Память
- В июле 2017 года имя контр-адмирала Евгения Колчина присвоенно пограничному патрульному кораблю «ППС-824» ПУ ФСБ России по Сахалинской области[14].